# Faculté des sciences sociales de l'Université Laval
 (avril 2022).
La Faculté des sciences sociales de l'Université Laval, située à Québec (Canada), est l'une des 17 facultés de l'Université Laval.

## Histoire
C'est en 1938 que le père Georges-Henri Lévesque est appelé à refonder l'École des sciences sociales, politiques et économiques de l'Université Laval, alors dirigée par l'abbé Arthur Robert. Avant cette date, l'École, qui relevait de l'Institut supérieur de philosophie, offrait un programme de deux ans dispensé uniquement par des cours du soir, à raison d'un cours par semaine, dans une optique d'éducation populaire.
À l'époque, l'Université Laval était ni plus ni moins qu'un organe de l'Église catholique, et son École « se conformait en tout point au rôle que le pape Pie XI attendait d'une école de sciences sociales catholique [...] : scruter les problèmes sociaux à la lumière des enseignements pontificaux et des lettres épiscopales chrétiennes en matière sociale afin de répondre au discours concurrent de la sociologie athée et, plus dangereuses encore en ces temps économiquement difficiles et moralement troublés, aux séductions subversives du communisme ». Le père Lévesque jouera un rôle clé en assoyant l'enseignement de l'École sur des bases plus rationnelles, scientifiques et modernes – sans renier les valeurs catholiques –, non sans de vifs combats avec l'épiscopat. « Le projet dualiste d'une école puis d'une faculté des sciences sociales à la fois catholique et scientifique [...] relevait non pas d'une stratégie de subversion [...] mais plus simplement d'une intention sincère de fonder les sciences sociales sur le socle précaire, mais néanmoins porteur, de la foi et de la raison. » À ses débuts, l'École offre quatre grades : certificat (un an), baccalauréat (examens oraux du certificat + épreuve écrite), licence (deux ans + thèse) et doctorat (trois ans + thèse « novatrice » soutenue devant jury).
En 1943, l'École devient la Faculté des sciences sociales, « ce qui apparaît [...] marquer une rupture, un raffermissement des intentions positivistes du personnel de l'institution ». La nouvelle Faculté compte quatre départements : sociologie et morale sociale, sciences économiques, relations industrielles et service social.
À l'origine, l'École puis la Faculté sont situés dans le Vieux-Québec jusqu'en 1961, après quoi la Faculté emménage dans le pavillon Alexandre-Vachon pendant trois ans jusqu'à 1964, où elle s'installe à son emplacement actuel, le pavillon Charles-De Koninck.

## Diplômés et professeurs
- Jean Marie Martin, professeur, économiste, doyen de la faculté des sciences sociales, premier président du Conseil Supérieur de l'éducation et du Conseil de Presse du Québec
- Albert Faucher, économiste, professeur et administrateur public.
- Claude Morin, administrateur et ministre péquiste.
- Clément Cormier[1], premier recteur de l'Université de Moncton.
- Fernand Dumont, historien.
- Gérard Bergeron.
- Guy Coulombe, PDG de Hydro-Québec.
- Guy Rocher, sociologue québécois ayant enseigné à l'Université Laval et à l'Université de Montréal.
- Jacques Parizeau, économiste et premier ministre[réf. nécessaire].
- Jean-Charles Falardeau, sociologue et professeur.
- Jean-Claude Lebel, à la tête de la SGF.
- Jean-Paul Montminy, prêtre dominicain, sociologue et doyen de la Faculté des sciences sociales de l’Université Laval.
- Léon Dion, fondateur du Département de science politique de l'Université Laval.
- Louis Robichaud, premier Acadien à la tête du Nouveau-Brunswick.
- Lucien Bouchard, avocat et premier ministre.
- Maurice Lamontagne, économiste et sénateur.
- Maurice Tremblay, politologue, pionnier de la science sociale.
- Michel Bélanger, président de la Banque nationale.
- Pauline Marois, travailleuse sociale et première ministre.
- René Lévesque, journaliste et premier ministre.
- Roger Marier.
- Véronique Prince, journaliste spécialisée en politique.
- Yves Martin, sociologue, professeur et haut fonctionnaire.